# 兼愛交利
兼愛交利（けんあいこうり）とは、中国の春秋時代の末期から戦国時代の初期にかけて、諸子百家のなかで墨家を大成した墨子が唱えた倫理説。儒教批判を含んでいる。

## 概要
墨子は、「天下の利益」は平等から生まれ、「天下の損害」は差別から起こるという前提に立ち、孔子による、仁にもとづく愛は家族や長たる者のみを強調する差別的な愛（別愛）、限定的な愛（偏愛）であるとして批判し、自他の別なく全ての人を平等に、公平に隔たりなく愛すべきであるという博愛主義を唱えた。これが「兼（ひろ）く愛する」、すなわち「兼愛」である。兼愛は結果的に互いの福利を増進することとなるのであり、そのことを「交利」と呼んでいる。こうして墨子は、互いに互いの利益を考え、実践することから道徳が成り立つことを説いた。